# Vývoj administrativního dělení Česka
Administrativní dělení Česka se v průběhu let vyvíjelo. V tomto přehledu v průběhu let jsou zaneseny změny typu:
- vznik obce,
- zánik obce,
- změny hranic okresů a krajů.

Počty obcí a vojenských újezdů jsou uváděny ke konci daného roku, pokud není uvedeno jinak.

## 1996

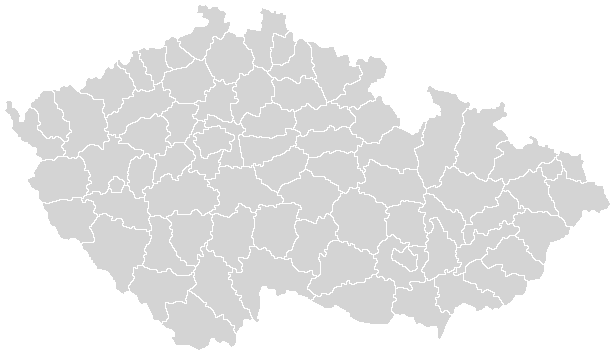
Okresy do roku 1996

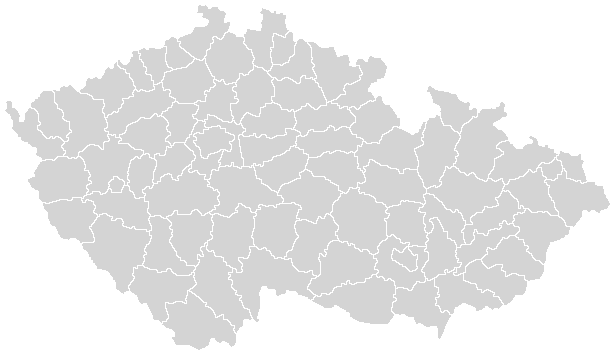
Okresy od roku 1996

Vznikl okres Jeseník vyčleněním 22 obcí z okresu Šumperk a obce Zlaté Hory z okresu Bruntál. Mění se území okresů Benešov, Kolín, Nymburk, Praha-východ, Praha-západ, Brno-venkov, Břeclav a Šumperk.
- Vznikly obce Otradov, Bítov a Mrsklesy
- Zanikly obce Benátecká Vrutice připojením k Milovicím a Brusná  připojením k Lomnici

Celkem bylo v Česku 6233 obcí, z toho 500 měst (14 statutárních); z toho 5 vojenských újezdů.

## 1997
Vznikla obec Těchlovice.
Celkem bylo v Česku 6234 obcí, z toho 500 měst (14 statutárních); z toho 5 vojenských újezdů.

## 1998
Vznikly obce Velké Chvojno, Nová Ves u Světlé, Semanín, Kurdějov, Suchohrdly, Chotěbuz, Kujavy a Nové Sedlice.
Celkem bylo v Česku 6242 obcí, z toho 487 měst (14 statutárních); z toho 5 vojenských újezdů.

## 1999
Vznikly obce Rabštejnská Lhota, Petrůvka, Bravantice a Lhota u Vsetína.
Zanikly obce České Milovy připojením ke Křižánkám a Tábor připojením k Velkým Heralticím.
Celkem bylo v Česku 6244 obcí, z toho 505 měst (14 statutárních); z toho 5 vojenských újezdů.

## 2000
Sázava přešla z okresu Kutná Hora do okresu Benešov, změnilo se území těchto dvou okresů.
Vznikly obce Skorkov, Pila, Spešov, Mouřínov, Jezernice, Rokytnice a Ropice.
12. listopadu 2000
- Povýšení města na statutární: Jihlava, Kladno, Most

Celkem bylo v Česku 6251 obcí, z toho 522 měst (17 statutárních); z toho 5 vojenských újezdů.

## 2001
Vznikly obce Sytno, Kobylá nad Vidnavkou, Pavlovice u Kojetína, Písečná, Šelešovice, Bohuslavice nad Vláří, Lukoveček a Ostrata.
Zanikla obec Savín připojením k Litovli.
Celkem bylo v Česku 6258 obcí, z toho 524 měst (17 statutárních); z toho 5 vojenských újezdů.

## 2002
Na přelomu roku 2001/2002 zanikly obce:
- Jíno, Kaliště a Stropčice v okrese Klatovy připojením k městu Švihov
- Prosatín v okrese Žďár nad Sázavou připojením k obci Kuřimská Nová Ves

Poprvé od roku 1990 počet obcí klesl, kvůli zákonu č. 128/2000 Sb. o obcích nadále mohou nové obce vzniknout pouze k datu voleb do obecního zastupitelstva.
Celkem bylo v Česku 6254 obcí, z toho 526 měst (17 statutárních); z toho 5 vojenských újezdů.

## 2003
Změna vymezení okresů Plzeň-město, Plzeň-jih a Plzeň-sever.
na přelomu roku 2002/2003 zanikly obce
- Hostokryje v okrese Rakovník připojením k obci Senomaty
- Zahořany v okrese Beroun připojením k obci Králův Dvůr
- Lhota v okrese Plzeň-jih připojením k městu Plzeň
- Malesice v okrese Plzeň-sever připojením k městu Plzeň
- Domoradice v okrese Ústí nad Orlicí připojením k městu Vysoké Mýto

Změny v průběhu roku
- Povýšení města na statutární: Karviná, Mladá Boleslav, Teplice

Celkem bylo v Česku 6249 obcí, z toho 526 měst (20 statutárních); z toho 5 vojenských újezdů.

## 2004
- Povýšení obce na město: Králův Dvůr (udělen status)

Celkem bylo v Česku 6249 obcí, z toho 527 měst (20 statutárních); z toho 5 vojenských újezdů.

## 2005

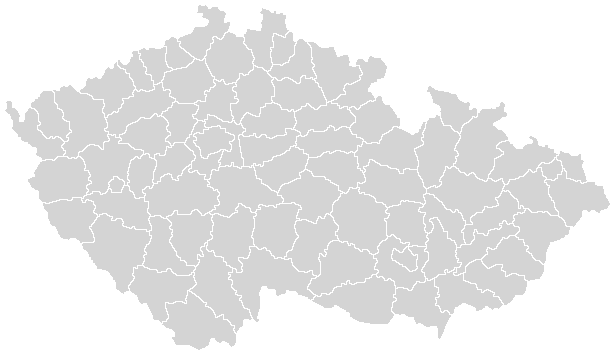
Okresy do roku 2005

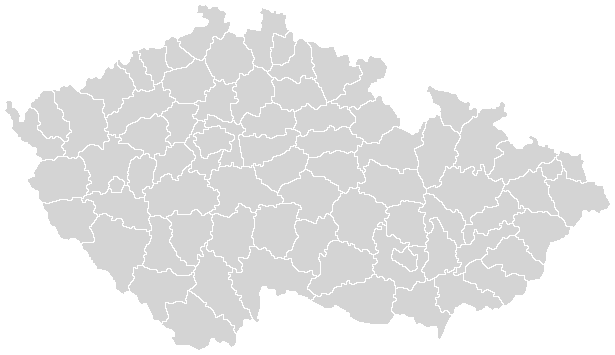
Okresy od roku 2005

28 obcí změnilo okres i kraj
Změna okresu Brno-venkov a Jihomoravského kraje – obce z kraje Vysočina
- 24 obcí z okresu Žďár nad Sázavou
- Obec Senorady z okresu Třebíč

Změna okresu Olomouc a Olomouckého kraje – obce z Moravskoslezského kraje
- Obce Huzová, Norberčany a Moravský Beroun z okresu Bruntál

Změna příslušnosti ke správnímu obvodu obce s rozšířenou působností – 38 obcí
- 26 z výše uvedených obcí
- Velký Valtinov v Libereckém kraji
- 3 obce v Královéhradeckém kraji
- 8 obcí v Moravskoslezském kraji

- obec Častolovice zanikla připojením k městu Česká Lípa

Změny v průběhu roku
- Povýšení obce na město: Újezd u Brna, Suchdol nad Lužnicí (udělené statusy)

Celkem bylo v Česku 6248 obcí, z toho 529 měst (20 statutárních); z toho 5 vojenských újezdů.

## 2006
Změna okresů Praha-východ a Benešov kvůli změně územní příslušnosti Čakovice
1. července
- Vznik obce Ladná v okrese Břeclav oddělením od Břeclavi
- Vznik obce Držovice v okrese Prostějov oddělením od Prostějova
- Povýšení města na statutární: Děčín, Frýdek-Místek, Chomutov, Přerov

10. října
- Obnoven status městyse, 109 obcí je povýšeno na městys

20. října
- Zanikla obec Hostovice připojením k městu Pardubice

Změny v průběhu roku
- Povýšení obce na město: Dobřichovice (udělen status), Bezdružice, Bochov, Boží Dar, Deštná, Horní Jelení, Horní Jiřetín, Hostouň, Hoštka, Chřibská, Libušín, Loučná pod Klínovcem, Lučany nad Nisou, Miletín, Neveklov, Osečná, Potštát, Rožmberk nad Vltavou, Sedlice, Stráž nad Nežárkou, Vidnava, Vlachovo Březí, Žulová, Strmilov, Verneřice, Blšany, Černošín, Kasejovice, Ledvice, Ralsko (obnovené statusy)
- Povýšení obce na městys: Besednice, Bobrová, Bojanov, Borotín, Božejov, Brankovice, Brodek u Prostějova, Buchlovice, Budišov, Cítoliby, Čachrov, Častolovice, Černá Hora, Červené Pečky, Česká Bělá, Český Šternberk, Čestice, Dalešice, Deblín, Dešenice, Divišov, Dolní Cerekev, Doubravice nad Svitavou, Doubravník, Doudleby nad Orlicí, Drahany, Drnholec, Dub, Dub nad Moravou, Havlíčkova Borová, Holany, Hostomice, Hustopeče nad Bečvou, Hvězdlice, Chlum u Třeboně, Chroustovice, Chudenice, Jimramov, Jince, Katovice, Kolinec, Komárov, Kounice, Krucemburk, Křižanov, Levín, Lhenice, Libice nad Doubravou, Liteň, Lomnice, Loučeň, Luka nad Jihlavou, Lukavec, Lázně Toušeň, Machov, Malešov, Maršovice, Medlov, Mladé Buky, Měřín, Mšec, Nedvědice, Nehvizdy, Nepomyšl, Netvořice, Neustupov, Nezamyslice, Nová Cerekev, Nové Veselí, Nový Hrádek, Olbramkostel, Opatov, Ostrov u Macochy, Ostrovačice, Panenský Týnec, Plaňany, Pozořice, Prosiměřice, Protivanov, Radomyšl, Ročov, Senomaty, Sepekov, Slavětín, Sovínky, Stonařov, Strunkovice nad Blanicí, Strážek, Suchdol nad Odrou, Svitávka, Svojanov, Škvorec, Štěchovice, Štítary, Štoky, Trhová Kamenice, Uhelná Příbram, Včelákov, Velké Poříčí, Vilémov, Vladislav, Vranov nad Dyjí, Vraný, Všetaty, Zápy, Zásada, Žehušice, Žinkovy, Nový Hrozenkov, Boleradice, Choltice, Klenčí pod Čerchovem, Kácov, Křemže, Křivoklát, Křtiny, Ostrov nad Oslavou, Peruc, Rataje nad Sázavou, Spálov, Velké Němčice, Vémyslice, Zdislavice (obnovené statusy)

Celkem bylo v Česku 6249 obcí, z toho 559 měst (24 statutárních) a 124 městysů; z toho 5 vojenských újezdů.

## 2007
1. ledna

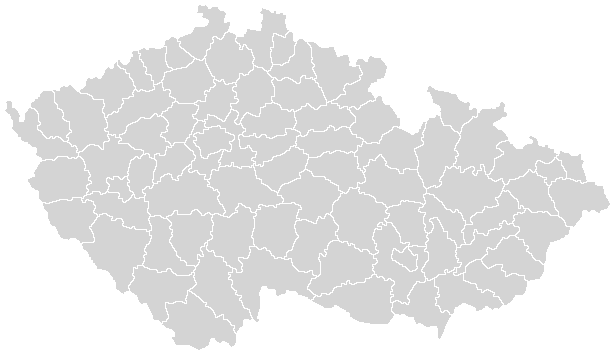
Okresy po roce 2007

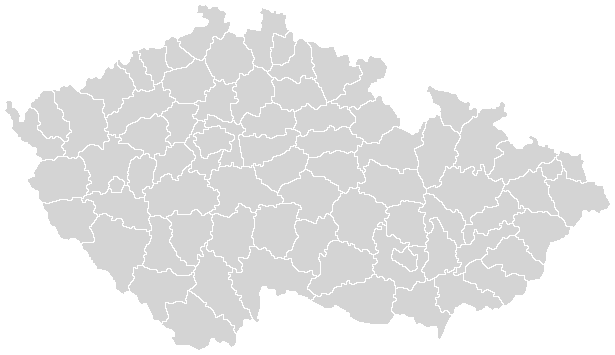
Okresy před rokem 2007

K tomuto datu bylo změněno územní členění tak, aby okresy odpovídaly jednomu či více správním obvodům obcí s rozšířenou působností. Přesto zůstalo 33 výjimek. Ze dvou původně městských okresů (Plzeň-město a Ostrava-město) se staly okresy i s dalšími obcemi. Největší přírůstek obcí zaznamenaly okresy Praha-východ a Brno-venkov. Celkem se změna dotkla 47 okresů a 119 obcí.

### Okres Benešov
- Přibyla obec Řehenice z okresu Praha-východ, ubylo město Sedlec-Prčice do okresu Příbram

### Okres Blansko
- Obce Běleč, Brumov, Březina, Bukovice, Hluboké Dvory, Lomnice, Ochoz u Tišnova, Osiky, Rašov, Rohozec, Strhaře, Synalov, Unín a Zhoř přešly do okresu Brno-venkov

### Okres Brno-venkov
- Přibylo 14 obcí z okresu Blansko
- Přibylo 7 obcí z okresu Břeclav
- Přibyly 4 obce z okresu Znojmo

### Okres Bruntál
- Obec Sosnová přešla do okresu Opava

### Okres Břeclav
- Obce Cvrčovice, Ivaň, Pasohlávky, Pohořelice, Přibice, Vlasatice a Vranovice přešly do okresu Brno-venkov

### Okres Česká Lípa
- Obce Jablonné v Podještědí a Janovice v Podještědí přešla do okresu Liberec

### Okres České Budějovice
- Přibyla obec Čenkov u Bechyně z okresu Tábor
- Přibyla obec Dražíč z okresu Písek

### Okres Domažlice
- Obec Černíkov přešla do okresu Klatovy

### Okres Frýdek-Místek
- Obec Horní Bludovice přešla do okresu Karviná
- Obce Stará Ves nad Ondřejnicí, Šenov, Václavovice a Vratimov přešly do okresu Ostrava-město

### Okres Hodonín
- Přibyla obec Mouchnice z okresu Vyškov

### Okres Hradec Králové
- Přibyly obce Jílovice, Ledce a Vysoký Újezd z okresu Rychnov nad Kněžnou

### Okres Cheb
- Přibylo město Teplá z okresu Karlovy Vary

### Okres Chrudim
- Obce Leština, Nové Hrady, Řepníky, Stradouň a Vinary přešly do okresu Ústí nad Orlicí

### Okres Jihlava
- Přibyly obce Brtnička, Hrutov a Kněžice z okresu Třebíč
- Obec Meziříčko přešla do okresu Žďár nad Sázavou

### Okres Karlovy Vary
- Město Teplá přešlo do okresu Cheb

### Okres Karviná
- Přibyla obec Horní Bludovice z okresu Frýdek-Místek

### Okres Kladno
- Obec Olovnice přešla do okresu Mělník
- Přibyla obec Lány z okresu Rakovník

### Okres Klatovy
- Obce Borovy a Nezdice přešly do okresu Plzeň-jih
- Přibyla obec Černíkov z okresu Domažlice

### Okres Kolín
- Obce Černé Voděrady, Jevany, Konojedy, Kostelec nad Černými lesy, Kozojedy, Nučice, Oleška, Oplany, Prusice, Stříbrná Skalice, Štíhlice, Vlkančice, Výžerky a Vyžlovka přešly do okresu Praha-východ
- Obec Vrbová Lhota přešla do okresu Nymburk
- Přibyly obce Choťovice, Pňov-Předhradí, Tatce a Žehuň z okresu Nymburk

### Okres Kroměříž
- Obec Bělov přešla do okresu Zlín

### Okres Liberec
- Přibyly obce Jablonné v Podještědí a Janovice v Podještědí z okresu Česká Lípa

### Okres Mělník
- Obce Borek, Dřísy, Konětopy, Křenek, Lhota a Záryby přešly do okresu Praha-východ
- Přibyly obce Čakovičky, Kojetice a Postřižín z okresu Praha-východ
- Přibyla obec Olovnice z okresu Kladno
- Přibyla obec Dolany z okresu Praha-západ

### Okres Mladá Boleslav
- Obce Hlavenec, Kostelní Hlavno a Sudovo Hlavno přešly do okresu Praha-východ

### Okres Nový Jičín
- Obce Klimkovice, Olbramice, Vřesina a Zbyslavice přešly do okresu Ostrava

### Okres Nymburk
- Obce Choťovice, Pňov-Předhradí, Tatce a Žehuň přešly do okresu Kolín
- Přibyla obec Vrbová Lhota z okresu Kolín

### Okres Olomouc
- Přibyla obec Lipinka z okresu Šumperk

### Okres Opava
- Obce Čavisov, Dolní Lhota, Horní Lhota a Velká Polom přešly do okresu Ostrava-město
- Přibyla obec Sosnová z okresu Bruntál

### Okres Ostrava-město
- Přibyly 4 obce z okresu Nový Jičín, 4 obce z okresu Opava a 4 obce z okresu Frýdek-Místek

### Okres Pardubice
- Obce Radhošť a Týnišťko přešly do okresu Ústí nad Orlicí

### Okres Písek
- Obec Dražíč přešla do okresu České Budějovice

### Okres Plzeň-jih
- Přibyly obce Borovy a Nezdice z okresu Klatovy
- Do okresu Plzeň-město přešly obce Chválenice, Letkov, Lhůta, Losiná, Mokrouše, Nezbavětice, Nezvěstice, Starý Plzenec, Šťáhlavy, Štěnovický Borek a Tymákov

### Okres Plzeň-město
- Do původně městského okresu přibylo 11 obcí okresu Plzeň-jih a 3 obce z okresu Plzeň-sever

### Okres Plzeň-sever
- Do okresu Plzeň-město přešly obce Dýšina, Chrást a Kyšice

### Okres Praha-východ
- Obce Čakovičky, Kojetice a Postřižín přešly do okresu Mělník
- Obec Řehenice přešla do okresu Benešov
- Přibyly 4 obce z okresu Nymburk, 14 obcí z okresu Kolín, 6 obcí z okresu Mělník a 3 obce z okresu Mladá Boleslav

### Okres Praha-západ
- Obec Dolany přešla do okresu Mělník

### Okres Příbram
- Přibylo město Sedlec-Prčice z okresu Benešov

### Okres Rakovník
- Obec Lány přešla do okresu Kladno

### Okres Rychnov nad Kněžnou
- Obce Jílovice, Ledce a Vysoký Újezd přešly do okresu Hradec Králové

### Okres Svitavy
- Přibyly obce Němčice, Sloupnice a Vlčkov z okresu Ústí nad Orlicí

### Okres Šumperk
- Obec Lipinka přešla do okresu Olomouc

### Okres Tábor
- Obec Čenkov u Bechyně přešla do okresu České Budějovice

### Okres Třebíč
- Obce Brtnička, Hrutov a Kněžice přešly do okresu Jihlava
- Obce Oslavička a Tasov přešly do okresu Žďár nad Sázavou

### Okres Ústí nad Orlicí
- Obce Němčice, Sloupnice a Vlčkov přešly do okresu Svitavy
- Přibyly obce Leština, Nové Hrady, Řepníky, Stradouň a Vinary z okresu Chrudim
- Přibyly obce Radhošť a Týnišťko z okresu Pardubice

### Okres Vyškov
- Obec Mouchnice přešla do okresu Hodonín

### Okres Znojmo
- Obce Branišovice, Loděnice, Šumice a Troskotovice přešly do okresu Brno-venkov

### Okres Žďár nad Sázavou
- Přibyly obce Oslavička a Tasov z okresu Třebíč
- Přibyla obec Meziříčko z okresu Jihlava

Změny v průběhu roku
- Povýšení obce na město: Horní Blatná, Hroznětín, Janov, Kryry, Liběchov, Luže, Oloví, Strážov, Úterý, Vroutek, Výsluní, Železnice, Pyšely, Červená Řečice, Husinec, Kladruby, Krásno, Pilníkov, Seč, Trhový Štěpánov, Abertamy, Chyše, Přebuz, Vysoké Veselí, Mašťov, Rejštejn (obnovené statusy)
- Povýšení obce na městys: Blížkovice, Bílé Podolí, Cerhenice, Frymburk, Chodová Planá, Jedovnice, Karlštejn, Kralice na Hané, Křivsoudov, Louňovice pod Blaníkem, Mrákotín, Náměšť na Hané, Podhradí, Sloup, Stará Říše, Stráž, Tištín, Višňové, Vojnův Městec, Bohdalov, Cerhovice, Čechtice, Dolní Bukovsko, Heraltice, Chotětov, Křinec, Litultovice, Mlázovice, Mohelno, Moravská Nová Ves, Osvětimany, Sněžné, Stařeč, Štěkeň, Velký Újezd, Zlonice (obnovené statusy), Okříšky, Pavlíkov, Slabce (udělené statusy), Knínice, Ledenice, Pecka, Polešovice, Šatov, Úsobí, Vrchotovy Janovice, Žumberk, Brozany nad Ohří, Kněževes, Litenčice, Lysice, Nosislav, Olbramovice, Troskotovice (obnovené statusy)

Celkem bylo v Česku 6249 obcí, z toho 587 měst (24 statutárních) a 177 městysů; z toho 5 vojenských újezdů.

## 2008
- Povýšení obce na město: Hora Svaté Kateřiny, Jesenice, Andělská Hora, Nalžovské Hory, Nasavrky (obnovené statusy)
- Povýšení obce na městys: Bezno, Březno, Černý Důl, Davle, Kamenice, Kunvald, Svatava, Všeruby, Batelov, Dřevohostice, Pozlovice, Švábenice, Brodce, Malšice, Mikulovice, Nový Rychnov, Drásov, Lukov, Veverská Bítýška, Zvíkovec (obnovené statusy), Ševětín (udělen status)

Celkem bylo v Česku 6249 obcí, z toho 592 měst (24 statutárních) a 198 městysů; z toho 5 vojenských újezdů.

## 2009
1. ledna
- Vznik obce Želechovice nad Dřevnicí v okrese Zlín oddělením od Zlína.
- Zánik obce Nemíž v okrese Benešov připojením k obci Tehov

Změny v průběhu roku
- Povýšení obce na město: Rožďalovice (obnoven status)
- Povýšení obce na městys: Brodek u Přerova, Rokytnice nad Rokytnou, Větrný Jeníkov, Běhařovice, Oleksovice, Koloveč, Přídolí, Dolní Čermná (obnovené statusy)

Celkem bylo v Česku 6249 obcí, z toho 593 měst (24 statutárních) a 206 městysů; z toho 5 vojenských újezdů.

## 2010
1. ledna
- Vznik obce Petrov nad Desnou v okrese Šumperk oddělením od obce Sobotín.

Změny v průběhu roku
- Povýšení obce na město: Rabí (obnoven status)
- Povýšení obce na městys: Strážný (obnoven status)

Celkem bylo v Česku 6250 obcí, z toho 594 měst (24 statutárních) a 207 městysů; z toho 5 vojenských újezdů.

## 2011
1. ledna
- Vznik obce Libhošť v okrese Nový Jičín oddělením od Nového Jičína.

Změny v průběhu roku
- Povýšení obce na město: Paskov (udělen status), Jistebnice, Hrochův Týnec, Proseč (obnovené statusy)
- Povýšení obce na městys: Stádlec, Nová Říše, Vysoký Chlumec (obnovené statusy)

Celkem bylo v Česku 6251 obcí, z toho 598 měst (24 statutárních) a 210 městysů; z toho 5 vojenských újezdů.

## 2012
- Povýšení města na statutární: Jablonec nad Nisou, Prostějov (udělené statusy)
- Povýšení obce na město: Krásná Hora nad Vltavou, Všeruby, Krásné Údolí (obnovené statusy), Chlumec (udělen status)
- Povýšení obce na městys: Suchdol, Načeradec (obnovené statusy)

Celkem bylo v Česku 6251 obcí, z toho 602 měst (26 statutárních) a 212 městysů; z toho 5 vojenských újezdů.

## 2013
1. ledna
- Vznik obcí Krhová a Poličná v okrese Vsetín oddělením od města Valašské Meziříčí.

Změny v průběhu roku
- Povýšení obce na městys: Kovářská, Želetava (obnovené statusy)

Celkem bylo v Česku 6253 obcí, z toho 602 měst (26 statutárních) a 214 městysů; z toho 5 vojenských újezdů.

## 2014
- Povýšení obce na městys: Štěpánov nad Svratkou, Nové Dvory, Libštát, Liblín, Bernartice, Velký Vřešťov (obnovené statusy)

Celkem bylo v Česku 6253 obcí, z toho 602 měst (26 statutárních) a 220 městysů; z toho 5 vojenských újezdů.

## 2015
- Povýšení obce na město: Bělčice (obnoven status), Jesenice (udělen status)
- Povýšení obce na městys: Žernov (obnoven status)

Celkem bylo v Česku 6253 obcí, z toho 604 měst (26 statutárních) a 221 městysů; z toho 5 vojenských újezdů.

## 2016
1. ledna
Zánik vojenského újezdu Brdy, menší změny hranic krajů (nejvýrazněji mezi Středočeským a Plzeňským), zmenšení území ostatních vojenských újezdů tak, aby v nich nebylo stálé osídlení a v důsledku toho vznik šesti nových obcí:
- Polná na Šumavě – okres Český Krumlov
- Bražec – okres Karlovy Vary
- Doupovské Hradiště – okres Karlovy Vary
- Město Libavá – okres Olomouc
- Kozlov – okres Olomouc
- Luboměř pod Strážnou – okres Přerov

Změny v průběhu roku
- Povýšení obce na městys: České Heřmanice, Zdislava (obnovené statusy)

Celkem bylo v Česku 6254 obcí, z toho 604 měst (26 statutárních) a 223 městysů; navíc 4 vojenské újezdy.

## 2017
- Povýšení obce na město: Větřní (udělen status)
- Povýšení obce na městys: Měcholupy, Hořice na Šumavě, Staré Město pod Landštejnem (obnovené statusy)

Celkem bylo v Česku 6254 obcí, z toho 605 měst (26 statutárních) a 226 městysů; navíc 4 vojenské újezdy.

## 2018
- Povýšení města na statutární: Třinec (udělen status)
- Povýšení městyse na město: Veverská Bítýška (udělen status)
- Povýšení obce na městys: Mladkov, Březová (obnovené statusy)

Celkem bylo v Česku 6254 obcí, z toho 606 měst (27 statutárních) a 227 městysů; navíc 4 vojenské újezdy.

## 2019
- Povýšení obce na město: Lipnice nad Sázavou (obnoven status)

Celkem bylo v Česku 6254 obcí, z toho 607 měst (27 statutárních) a 227 městysů; navíc 4 vojenské újezdy.

## 2020
- Povýšení obce na město: Štěpánov (udělen status)
- Povýšení obce na městys: Radostín nad Oslavou (obnoven status)

Celkem bylo v Česku 6254 obcí, z toho 608 měst (27 statutárních) a 228 městysů; navíc 4 vojenské újezdy.

## 2021
- Povýšení obce na městys: Vratěnín (obnoven status)

Celkem bylo v Česku 6254 obcí, z toho 608 měst (27 statutárních) a 229 městysů; navíc 4 vojenské újezdy.

### Zákon o územně správním členění státu
K 1. lednu 2021 vstoupil v účinnost nový zákon o územně správním členění státu, který zrušil územní kraje a upravil územně správní členění státu. Záměrem bylo odstranit 33 výjimek narušujících územní skladebnost. Podle návrhu z roku 2018 schváleného vládou v roce 2019:
- Zůstaly ve stávajícím okrese, ale vyměnily obec s rozšířenou působností:
  - okres Nymburk: Bříství, Kounice, Vykáň
  - okres Havlíčkův Brod: Věžnice
- Ponechaly si obec s rozšířenou působností, ale vyměnily okres:
  - okres Nymburk → okres Kolín: Černíky
  - okres Domažlice → okres Plzeň-jih: Bukovec, Čečovice, Černovice, Horní Kamenice, Holýšov, Kvíčovice, Neuměř, Štichov, Všekary
  - okres Vsetín → okres Zlín: Študlov, Valašské Příkazy

Nejvíce narušovaly územní skladebnost obce na Turnovsku roztříštěné do více okresů. Existovalo více návrhů, jako přesunutí Turnova a všech obcí v jeho působnosti z okresu Semily do okresu Liberec nebo vytvoření úplně nového okresu Turnov. V zákoně byla navržena výjimka, která umožnila zachovat na Turnovsku územní neskladebnost i nadále.
- Zůstal ve stávajícím okrese, ale vyměnil obec s rozšířenou působností:
  - okres Jablonec nad Nisou: Frýdštejn
- Ponechal si obec s rozšířenou působností, ale vyměnil okres:
  - okres Semily → okres Jablonec nad Nisou: Harrachov
- Následující navržené změny na změnu příslušnosti k okresu neprošly. Výjimka v zákoně byla uplatněna pro následujících 15 obcí ve správním obvodu obce s rozšířenou působností Turnov, které spadají do okresů Liberec (13 obcí) a Jablonec nad Nisou (2 obce).:
  - okres Jablonec nad Nisou (nerealizovaný návrh: → okres Liberec): Jenišovice, Malá Skála
  - okres Liberec (nerealizovaný návrh: → okres Semily): Čtveřín, Kobyly, Lažany, Paceřice, Pěnčín, Příšovice, Radimovice, Soběslavice, Svijanský Újezd, Svijany, Sychrov, Vlastibořice, Žďárek

Okresy Havlíčkův Brod a Liberec zůstaly beze změny hranic, ale hranice se změnily u okresů Domažlice, Jablonec nad Nisou, Kolín, Nymburk, Plzeň-jih, Semily, Vsetín a Zlín.
V Praze nadále narušují skladebnost dvě městské části, i když bylo zvažováno vyměnit obvod, do kterého patří.
- obvod Praha 10 (nerealizovaný návrh: → obvod Praha 4): městská část Praha-Křeslice
- obvod Praha 5 (nerealizovaný návrh: → obvod Praha 6): městská část Praha-Zličín

## 2022
- Povýšení obce na město: Miličín (obnoven status)
- Povýšení obce na městys: Choustníkovo Hradiště, Radiměř (obnovené statusy)

Celkem bylo v Česku 6254 obcí, z toho 609 měst (27 statutárních) a 231 městysů; navíc 4 vojenské újezdy.

## 2023
- Povýšení obce na město: Chýně (udělen status)

Celkem bylo v Česku 6254 obcí, z toho 610 měst (27 statutárních) a 231 městysů; navíc 4 vojenské újezdy.

## 2024
- Povýšení obce na městys: Dyjákovice (obnoven status)

Celkem bylo v Česku 6254 obcí, z toho 610 měst (27 statutárních) a 232 městysů; navíc 4 vojenské újezdy.